# Ravenna
För andra betydelser, se Ravenna (olika betydelser).
Ravenna är en stad, kommun och huvudort i provinsen Ravenna i regionen Emilia-Romagna i Italien. Kommunen hade 157 663 invånare (2018). Staden ligger en bit från kusten och förbinds med Adriatiska havet genom en kanal. Ravenna var en gång huvudstad först i Romerska riket och därefter i det ostrogotiska kungariket. Tidiga kristna monument i Ravenna upptogs 1996 på Unescos världsarvslista.

## Historia

### Tidig historia

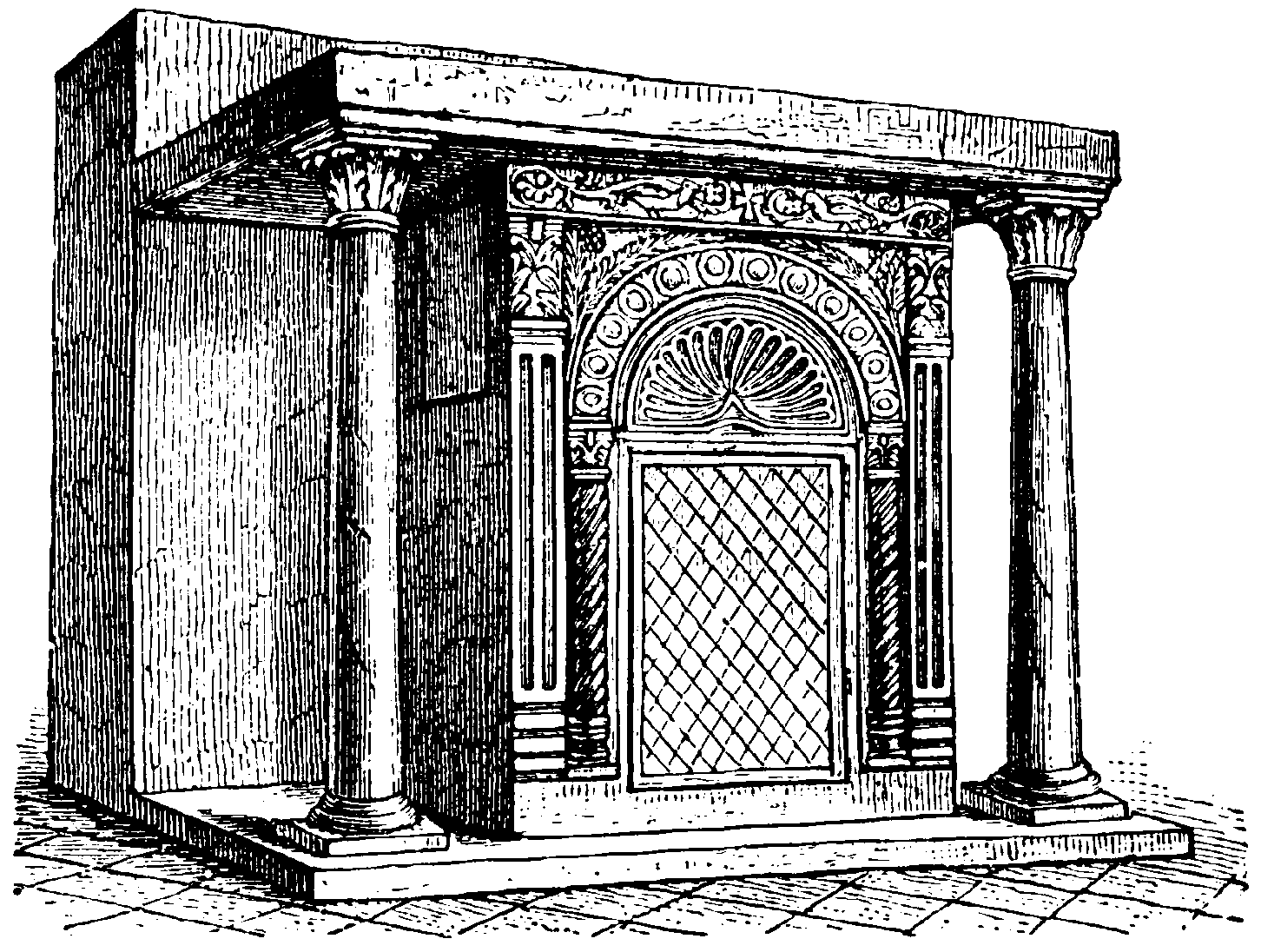
Altare i baptisteriet San Giovanni in Fonte (fornkristen stil).

Ravennas ursprung är osäkert. De första bosättningarna förknippas ibland med såväl tyrrehenerna, thessalier som umbrier. Ravenna bestod då av hus byggda på pålar på ett antal små öar i en träsklik sjö - inte olikt Venedig flera sekler senare. Då romarna erövrade Podeltat ignorerade de bosättningen men accepterade det 89 f.Kr. som allierad stad. 49 f.Kr. samlade Julius Caesar sina trupper i Ravenna innan han korsade Rubicon. Efter sin seger över Marcus Antonius 45 f.Kr. lät Augustus uppföra en militärhamn i Classe. Denna hamn som först skyddades av en egen mur, var viktig för den romerska flottan. Idag omges staden av land men den förblev en av de viktigare hamnarna vid Adriatiska havet fram till tidig medeltid. Under de germanska krigstågen hölls Thusnelda, änka efter de markomanniska kungarna Arminius och Marbod, fången i staden.

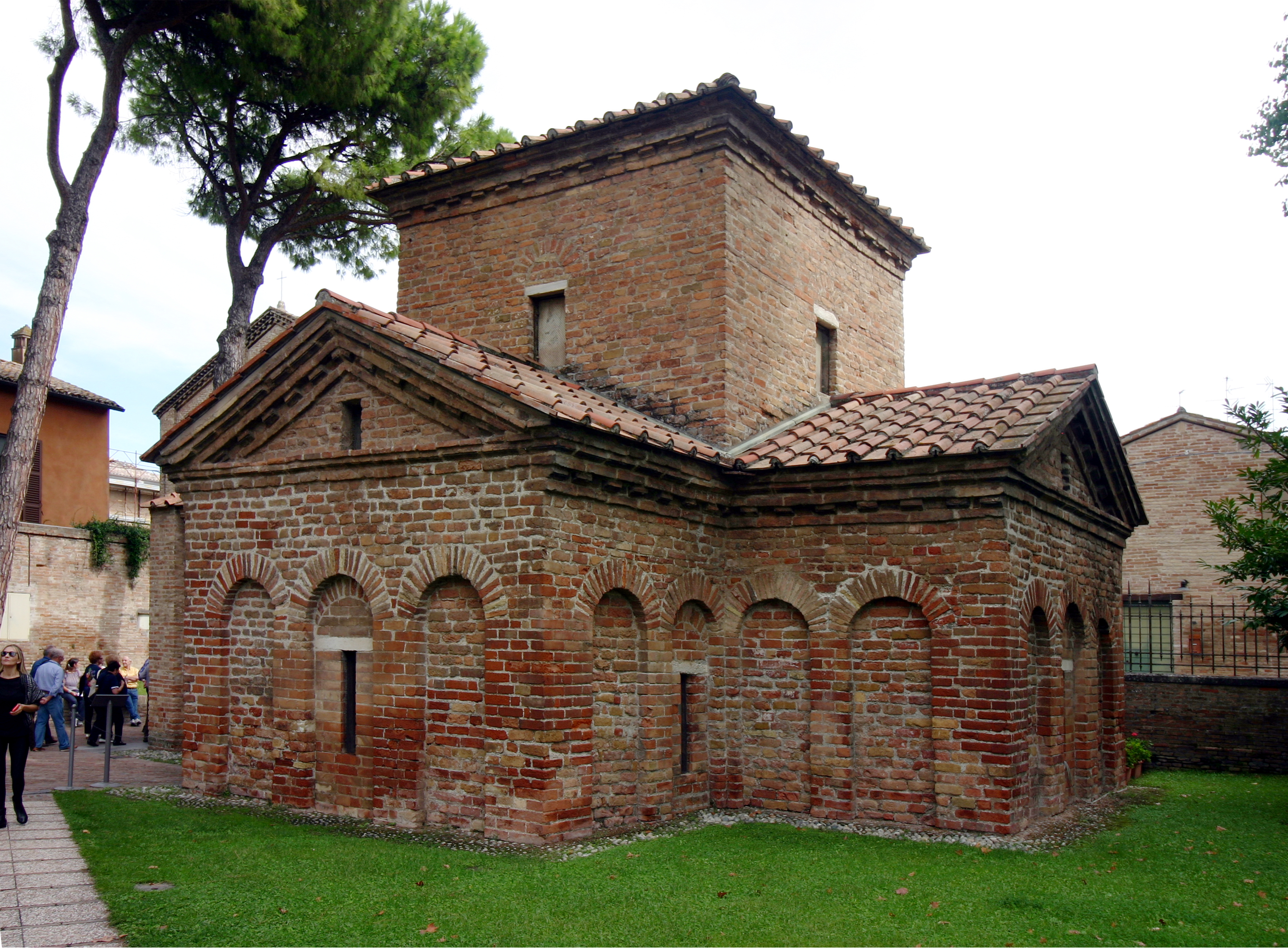
Galla Placidias mausoleum

Ravenna blomstrade under romerskt styre. Trajanus lät bygga en 70 km lång akvedukt i början av 100-talet e.Kr. 402 flyttade kejsar Honorius den romerska huvudstaden till Ravenna, i första hand av strategiska skäl: Ravenna var omgivet av träsk och kunde lätt nås av de östromerska arméerna. 409 kringgick emellertid den visigotiske kungen Alarik I Ravenna och plundrade istället Rom där han tog Galla Placidia, kejsar Theodosius I:s dotter, som gisslan. Efter många turer kunde Galla Placidia återvända med sin son Valentinianus till Ravenna och Theodosius beskydd. Ravenna åtnjöt därefter en lång fredsperiod då kristendomen växte sig stark och staden fick många av sina berömda monument, dels sekulära (ej bevarade), dels kristna (i hög grad välbevarade).

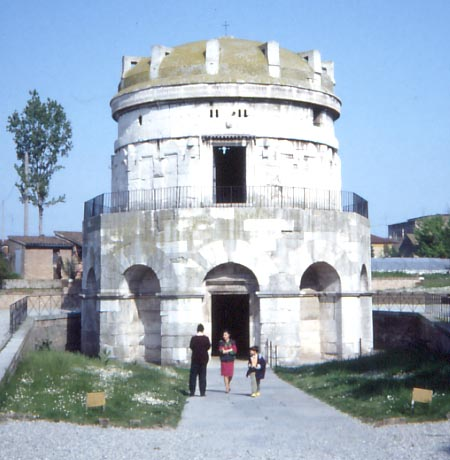
Theoderiks mausoleum

476 föll det västromerska riket. Den östromerske kejsaren Zeno skickade den ostrogotiske kungen Theoderik för att återerövra den italienska halvön. Efter slaget vid Ravenna (476) drog sig Odovakar tillbaka till staden som belägrades under tre år till dess Rimini föll och Ravenna gick miste om sin försörjning. Därefter blev Ravenna huvudstad i det ostrogotiska riket i Italien. Efter 493 lät Theoderik romerska arkitekter uppföra ett antal sekulära och religiösa byggnader, bl.a. det s.k. "Palazzo di Teodorico", ett nu förstört palats som låg intill Sant'Apollinare Nuovo. Theoderik och hans anhängare var arianer men levde i fred med latinarna. Theoderik dog 526 och efterträddes av sin dotter Amalasunta som dödades 535 då den bysantinske och ortodoxe kejsaren Justinianus invaderade Italien och gjorde slut på såväl arianismen som det ostrogotiska styret. Han gjorde Ravenna till sin huvudort i Italien.

### Exarkatet Ravenna

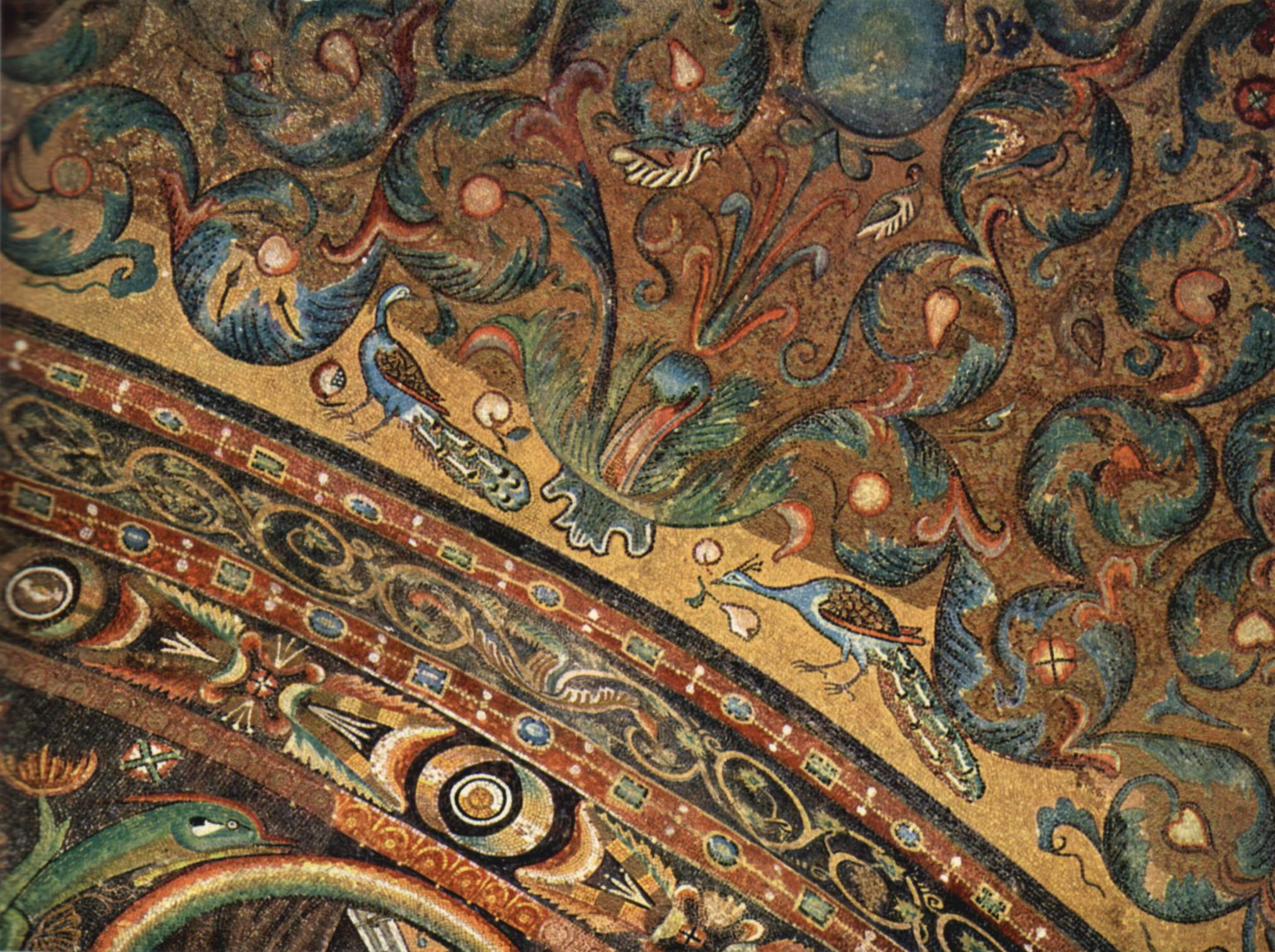
Mosaik i San Vitale från före 547.

Efter Belisarius erövringar för Justinianus räkning blev Ravenna exarkens säte.
Genom sina segrar över östgoterna vann bysantinerna stora områden i Italien, men förlorade snart betydande sträckor därav till langobarderna (efter 568). Exarkatet vars huvudstad var Ravenna, omfattade en tid Rom med dess omnejd, Romagna, Pentapolis (landsträckan från Rimini till Ancona), Venedig, Genua och södra Italien. Redan på 600-talet erövrades dock Genua av langobarderna, och i södra Italien förlorades allt utom staden Neapel med dithörande provins och Italiens båda sydligaste spetsar.
Såväl i de delar av södra Italien som återstod, som i Venedig och Rom var det bysantinska väldet mera sken än verklighet. Neapel styrdes av i det närmaste självständiga hertigar, de venezianska distrikten valde sig ett överhuvud på egen hand, dogen, och Rom gjorde sig nästan oberoende under påvarnas ledning. Exarkatet kom sålunda slutligen att omfatta endast Romagna och Pentapolis. Även denna kvarleva erövrades 752 av langobarderna, men förlorades redan 755 till den frankiske konungen Pippin den lille, vilken i sin tur skänkte det åt romerska kyrkan och hennes biskop, påven. Genom denna gåva lades grunden till Kyrkostaten.

### Medeltiden

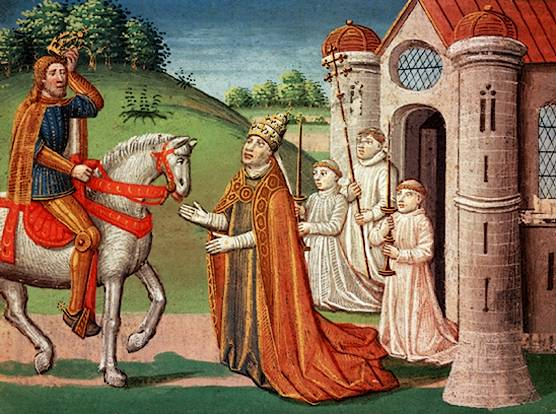
Karl den store skyndar till Hadrianus hjälp 772.

Den langobardiske kungen Liutprand ockuperade Ravenna 712 men tvingades snart återlämna staden till bysantinarna. 751 erövrade langobarderna dock staden igen och gjorde därmed slut på den bysantinska närvaron i norra Italien,
Den karolingiske kungen Pippin den lille anföll på anmodan av påven Stefan II langobarderna vilket gjorde staden till en del av Kyrkostaten 784. I gengäld lät påven Hadrianus I Karl den store plundra Ravenna och denne förde stora mängder romerska kolonner, mosaiker, statyer till sitt palats i Aachen.
Ironiskt nog åtnjöt ärkebiskopen av Ravenna under påvligt beskydd autokefali, det vill säga var självständigt från den romersk-katolska kyrkan, ett privilegium man erhållit under bysantinskt styre. Genom de gåvor ärkebiskopen i Ravenna erhöll från saxiska härskare blev han så rik att han till och med kunde utmana påven.

### Senare historia
Då de italienska städernas autonomi växte i slutet av 1100-talet förlorade Ravenna sitt omgivande territorium till inflytelserika familjer.
En av Ravennas mest välkända invånare var den landsflyktige dikteren Dante Alighieri vars grav finns i staden.
I slaget vid Ravenna den 11 april 1512 plundrade fransmän Ravenna sedan Katolska ligan lidit nederlag i de s.k. italienska krigen.
Mellan 1441 och 1519 styrdes Ravenna av Venedig för att därefter styras av påven.
En översvämning i maj 1636 förstörde stora delar av staden. Under efterföljande tre sekler byggdes ett nätverk av kanaler som torrlade de omgivande träsken och sumpmarkerna, vilket begränsade möjligheten att använda landskapet för jordbruk.

### Modern historia
Ravenna och det omgivande Romagna blev en del av Kungariket Italien 1861.

## Byggnadsminnen
- Arianska baptisteriet
- Ortodoxa baptisteriet ("Biskop Neons baptisterium")
- San Vitale
- Sant'Apollinare in Classe
- Sant'Apollinare Nuovo
- Galla Placidias mausoleum
- Theoderiks palats
- Sant'Orso
- Ärkebiskopspalatset
- Teoderiks mausoleum
- Dantes grav
- Nationalmuseet

## Sport
Volleybollaget Olimpia Teodora (tidigare Olimpia Ravenna) kommer från staden. Laget var första lag utanför östblocket att vinna europacupen för damer, när de vann den 1987/1988. På herrsidan har även Porto Ravenna Volley, vunnit europacupen flera gånger. De som vann europacupen 1991/1992, 1992/1993 och 1993/1994.